# 伊春德
伊春德（1975年12月14日—），毕业于中央戏剧学院，1993年考入中戏表演系，1997年毕业后进入中国国家话剧院。

## 电视剧
- 《盛世华衣》饰林薇 导演：沈悦
- 《中国机长》饰莹莹 导演：张羽
- 《商鞅传奇》饰珠儿 导演：周晓文
- 《江湖行》饰荣裳 导演：刘毅然
- 《黄河人》饰丁莲莲 导演：吴天明
- 《杜鹃山》饰柯湘 导演：张绍林
- 《天下粮仓》饰卢蝉儿 导演：吴子牛
- 《冬至》饰卢婷 导演：管虎
- 《将装修进行到底》饰贝贝 导演：阚卫平
- 《最后诊断》饰郝敏 导演：王瑞
- 《月牙儿与阳光》饰罗灿阳 导演：霍庄 徐小星
- 《石破天惊》饰周亚菲 导演：张绍林
- 《如歌的岁月》饰卿紫薇 导演：范元
- 《大院子女》饰王娟 导演：斗琪
- 2009年《老爸快跑》饰袁水瑶 导演：高一功
- 2009年《国防生》饰：高冲 导演：段连民
- 2010年《寻找证人》饰：林涵 导演：欧阳升
- 2010年《和平启示录》饰：夏子晨 导演：周友朝
- 2011年《护国将军》饰：潘桂英 导演：王文杰

## 电影
- 《国歌》饰林雪丽，导演：吴子牛
- 《女足九号》饰田晓冬，导演：谢晋
- 《走向太阳》饰主角丁雪松，导演：宋江波
- 《惊涛骇浪》饰何小茹, 导演：翟俊杰
- 《情人结》饰李子蓝，导演：霍建起
- 《聊斋志异之小谢》饰小谢，导演：元彬，徐小建
- 《人间天上情》饰主角芊子，导演：于向远

## 話劇
- 《故事新编》作者：鲁迅， 导演：林兆华
- 《第一次亲密接触》饰主角轻舞飞扬 导演：王小凡
- 《生死场》作者：萧红 导演：田沁鑫

## 殊荣
- 凭借《国歌》获得金鸡奖最佳女配角提名，第9届华表奖新人奖提名。

## 相关评论
伊春德在中央戏剧学院上学的时候，给人留下的印象是那种不爱言语、不事张扬的女孩，但她的漂亮却属于那种走在人群中最扎眼的一个。不管是《天下粮仓》里的盲女卢蝉儿，还是《女足九号》里的铿锵玫瑰，都给我们留下过深刻的印象。根据老舍的名著改编的电视剧《月牙儿与阳光》已经杀青， 伊春德这次出演“官宦之女”罗灿阳。伊春德介绍说：“如果张小月是‘月亮’，罗灿阳就是‘太阳’，而贵族大小姐的形象在老舍作品中只此一个，她身上最出彩的地方就是‘喜怒无常’。”当然，在和黄磊演对手戏的过程中，她也深刻地体会到了黄磊对对手的保护。她最初的理想不是当演员，而促使她走上这条铺满鲜花和荆棘的演艺之路的是她的姐姐。

## 外部連結
- http://t.sina.com.cn/1247680521  新浪微博
- http://blog.sina.com.cn/yichunde （页面存档备份，存于） 新浪博客